# Schanze (Siebeneick)
Schanze war eine Hofschaft in der bergischen Großstadt Wuppertal. Heute ist der Ort eine Wüstung.

## Lage und Beschreibung
Die Hofschaft lag im Nordwesten der Stadt auf 232 Meter über Normalnull im Westen des Wuppertaler Wohnquartiers Siebeneick im Stadtbezirk Uellendahl-Katernberg an der Stadtgrenze zu Velbert.

## Geschichte
Schanze wird auf der Topographia Ducatus Montani des Erich Philipp Ploennies aus dem Jahre 1715 als An der Schanze bezeichnet. Spätere Karten wie die Topographische Aufnahme der Rheinlande von 1824 und die Preußische Neuaufnahme von 1893 bezeichnen den Ort als Schanze. Das Messtischblatt von 1968, in dem Schanze das letzte Mal eingezeichnet ist, führt die alte Form An der Schanze wieder ein. Ende der 1960er oder Anfang der 1970er Jahre ist der Ort wüst gefallen.
Schanze lag an der Kreuzung zweier überörtlicher Altstraßen, der Alten Kölnischen Straße von Köln über Hilden, Erkrath-Hochdahl,  Mettmann-Diepensiepen und Wülfrath-Oberdüssel nach Westfalen und der alten Hauptstraße von Elberfeld nach Neviges. Beide Straßen tragen heute den Namen Schanzenweg. Der Name Schanze lässt vermuten, dass sich im Nahbereich eine Schanze befand, die sich heute nicht mehr nachweisen lässt. Auch ob diese Schanze mit den sich hier kreuzenden Altstraßen begründet ist, ist unklar.
Im 19. Jahrhundert gehörte Schanze zu den Außenortschaften Bauerschaft Kleine Höhe in der Bürgermeisterei Hardenberg, die 1935 in Neviges umbenannt wurde. Damit gehörte es von 1816 bis 1861 zum Kreis Elberfeld und ab 1861 zum alten Kreis Mettmann. 
Im Gemeindelexikon für die Provinz Rheinland von 1888 werden für Schanze ein Wohnhaus mit 25 Einwohnern angegeben.
Durch die nordrhein-westfälische Gebietsreform kam Neviges mit Beginn des Jahres 1975 zur Stadt Velbert und die östlichen Außenortschaften von Neviges um Schanze wurden in Wuppertal eingemeindet.